# The Hives
The Hives – szwedzki zespół rockowy założony w 1993 roku w Fagersta. W 2016 roku grupa zagrała na Przystanku Woodstock w Kostrzynie nad Odrą.

## Dyskografia
Albumy
| Barely Legal                | - Data: 22 września 1997 - Wydawca: Burning Heart/Epitaph      | –  | –  | –  | –  |                    |
| Veni Vidi Vicious           | - Data: 12 września 2000 - Wydawca: Burning Heart/Sire/Reprise | 50 | –  | –  | 63 | - SWE: złota płyta |
| Tyrannosaurus Hives         | - Data: 20 lipca 2004 - Wydawca: Interscope Records            | 1  | 33 | 7  | 33 | - SWE: złota płyta |
| The Black and White Album   | - Data: 13 października 2007 - Wydawca: A&M/Octone Records     | 4  | 36 | 29 | 65 |                    |
| Lex Hives                   | - Data: 5 czerwca 2012 - Wydawca: Disque Hives                 | 7  | 38 | 71 | 84 |                    |
| „–” album nie był notowany. |                                                                |    |    |    |    |                    |

Kompilacje
| Tytuł                   | Dane dot. albumu                                              | Pozycja na liście | Pozycja na liście | Pozycja na liście | Certyfikat            |
| Tytuł                   | Dane dot. albumu                                              | AUS               | NZL               | UK                | Certyfikat            |
| ----------------------- | ------------------------------------------------------------- | ----------------- | ----------------- | ----------------- | --------------------- |
| Your New Favourite Band | - Data: 22 października 2001 - Wydawca: Burning Heart Records | 19                | 21                | 7                 | - UK: platynowa płyta |

Minialbumy
| Tytuł                | Dane dot. albumu                                       |
| -------------------- | ------------------------------------------------------ |
| Oh, Lord! When? How? | - Data: 1 czerwca 1996 - Wydawca: Sidekicks Records    |
| A.k.a. I-D-I-O-T     | - Data: 13 marca 1998 - Wydawca: Burning Heart Records |

Albumy wideo
| Tytuł               | Dane dot. albumu                                        |
| ------------------- | ------------------------------------------------------- |
| Tussles In Brussels | - Data: 15 listopada 2005 - Wydawca: Interscope Records |

Single
| „Hate to Say I Told You So”                      | 2000 | –  | 36 | 23 | Veni Vidi Vicious              |
| „Main Offender”                                  | 2001 | –  | –  | 24 | Veni Vidi Vicious              |
| „Walk Idiot Walk”                                | 2004 | 15 | –  | 13 | Tyrannosaurus Hives            |
| „Two-Timing Touch and Broken Bones”              | 2005 | –  | –  | 44 | Tyrannosaurus Hives            |
| „Throw It on Me” (Timbaland featuring The Hives) | 2007 | –  | 50 | –  | Timbaland Presents Shock Value |
| „Tick Tick Boom”                                 | 2007 | 25 | –  | 41 | The Black and White Album      |
| „A Christmas Duel” (oraz Cyndi Lauper)           | 2008 | 4  | –  | –  | –                              |
| „Go Right Ahead”                                 | 2012 | –  | –  | –  | Lex Hives                      |
| „–” singel nie był notowany.                     |      |    |    |    |                                |

## Nagrody i wyróżnienia
| Rok  | Kategoria        | Tytułem                                              | Nagroda | Nota      | Źródło |
| ---- | ---------------- | ---------------------------------------------------- | ------- | --------- | ------ |
| 2001 | Årets Hårdrock   | Veni Vidi Vicious                                    | Grammis | Nominacja | [ 16 ] |
| 2002 | Årets Musikvideo | „Main Offender”                                      | Grammis | Nominacja | [ 17 ] |
| 2005 | Årets Album      | Tyrannosaurus Hives                                  | Grammis | Laur      | [ 18 ] |
| 2005 | Årets Artist     | The Hives                                            | Grammis | Laur      | [ 18 ] |
| 2005 | Årets Producent  | Pelle GFunnerfeldt & The Hives – Tyrannosaurus Hives | Grammis | Laur      | [ 18 ] |
| 2008 | Årets Album      | The Black and White Album                            | Grammis | Nominacja | [ 19 ] |
| 2008 | Årets Liveakt    | The Hives                                            | Grammis | Laur      | [ 19 ] |
| 2008 | Årets Grupp      | The Hives – The Black and White Album                | Grammis | Nominacja | [ 19 ] |
| 2013 | Årets Rock       | Lex Hives                                            | Grammis | Nominacja | [ 20 ] |